# Spinning the Wheel
«Spinning the Wheel» (en español: «Girando la Rueda») es una canción interpretada por el cantante británico George Michael, compuesta por él y Jon Douglas, y publicada por Virgin Records en 1996.
La canción fue el tercer sencillo publicado del álbum Older y alcanzó la posición número 2 en el Reino Unido.
Más tarde se incluyó en dos compilaciones de George Michael "Ladies & Gentlemen" y Twenty Five.

## Sencillo
CD-Maxi Virgin 7243 8 93744 2 (EMI)	1996-08-14
1. 	«Spinning the Wheel» (Radio Edit)		4:57
2. 	«You Know What I Want To»		4:35
3. 	«Safe» 4:25
4. 	«Spinning the Wheel» (Forthright Edit)		4:41

## Posicionamiento
| Listas (1996)  | Posición |
| -------------- | -------- |
| Australia      | 14       |
| Austria        | 29       |
| Estados Unidos | 44       |
| Finlandia      | 13       |
| Nueva Zelanda  | 17       |
| Reino Unido    | 2        |
| Suecia         | 18       |
| Suiza          | 24       |